# 고압멸균

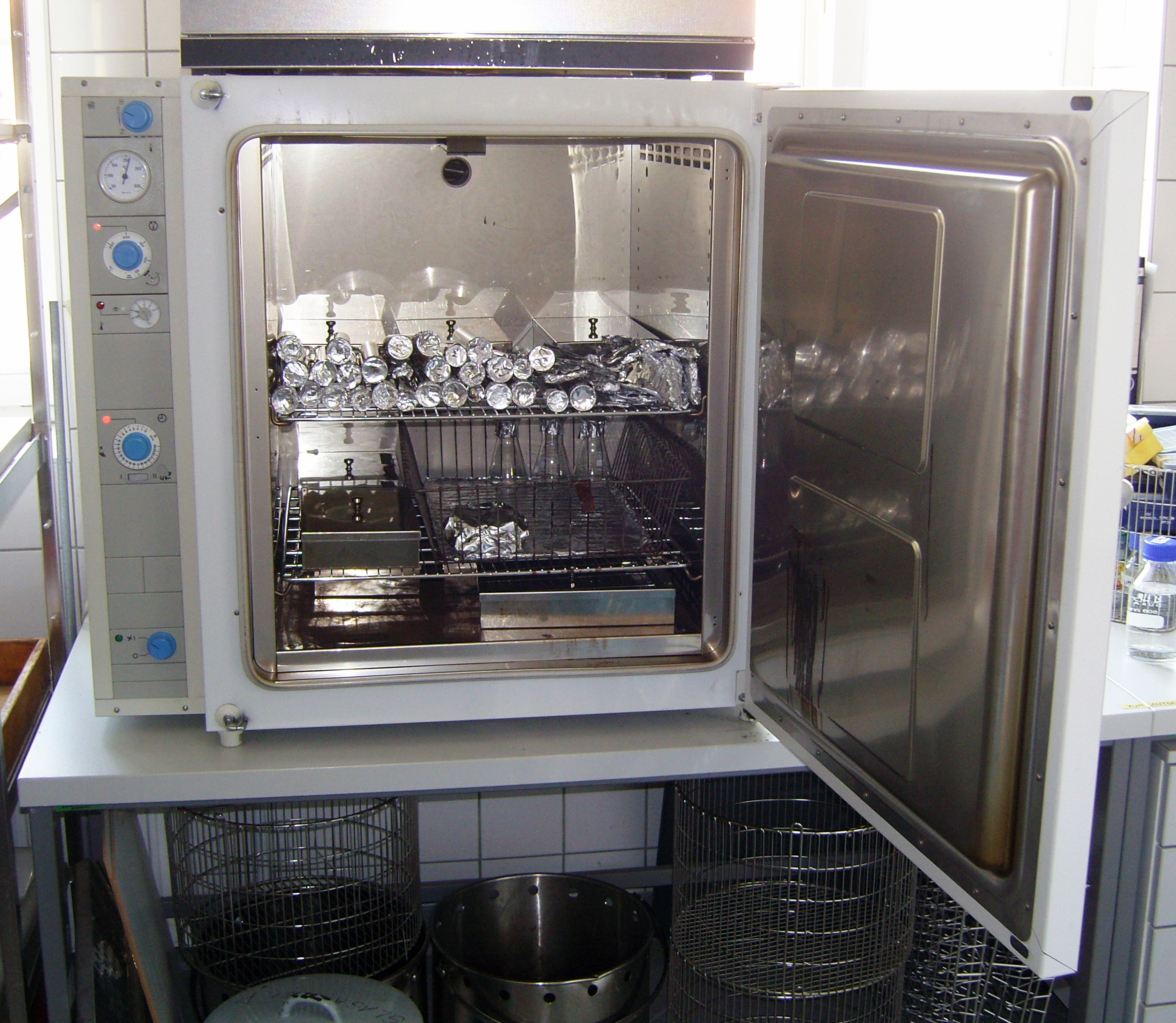

고압멸균(高壓滅菌, autoclave)은 미생물학에서 사용하는 멸균 방법의 하나이다.
세균의 내생포자를 파괴하기 위해서는 100°C 이상에서 높은 증기압으로 멸균해야 하므로, 이 과정에서 고압멸균이 필요하다. 일반적으로 고압멸균에는 고압멸균기가 사용된다. 고압멸균기는 1884년 챔버랜드(Chamberland)에 의해 개발된 이후 미생물학의 발전에 크게 기여하였다.

## 원리
고압멸균은 121°C의 온도와 15lb psi의 압력에서 약 15분 정도 진행된다. 고압멸균기를 사용해서 고압멸균을 하는 방법은 다음과 같다. 먼저 물을 끓이고 수증기를 발생시켜 고압멸균기 내부에 채워 넣는다. 멸균 과정에서 수증기에 공기가 혼합되어있으면 121°C까지 온도가 상승하지 않아 멸균이 일어나지 않을 가능성이 있으므로, 처음 5lb psi까지 올라갔을 때 내부에 들어있던 공기를 수증기와 함께 배기구를 통하여 배출해 주어야 한다. 다음에는 멸균기의 내부가 121°C, 15lb psi에 도달할 때까지 포화된 고온의 수증기를 계속 유입한다. 121°C에서 포화된 수증기는 10~12분 내에 소량의 액체에 존재하는 영양세포와 내생포자를 모두 파괴한다. 고압의 수증기는 빨리 수화되며 세균을 효과적으로 응고시킨다. 고압멸균 과정에서 고압멸균기의 내부는 수증기가 충분히 순환하며 퍼질 수 있는 공간이 확보되어야 한다. 간단한 미생물학 실험에서는 큰 고압멸균기 대신 비슷한 조건을 가진 압력밥솥을 사용하기도 한다. 고압멸균은 습기와 열에 의해 손상이 가지 않는 의류, 식료품, 미생물 배지 등 여러 종류를 멸균하는데 사용할 수 있다.

## 참고 문헌
1. ↑  J. Willy et al. 김영민 외 역. 《미생물학》, 7판. 라이프사이언스. 2008. p 149.
2. 1 2  1과 같은 책. 같은 면.
3. ↑  정가진. 《미생물도감》. 서울대학교 미생물연구소. 2007. pp 31-32.
4. ↑  3과 같은 책. 같은 면.